# 2206 Габрова
2206 Габрова (на латински: Gabrova) е астероид („малка планета“) от Астероидния пояс, открит на 1 април 1976 от руския астроном Николай Черни́х (на руски: Черных) в Кримската астрофизическа обсерватория.
Тъй като е открит в Деня на шегата (1 април), астероидът е наречен на българския град Габрово, известен със своите анекдоти и като столица на хумора и сатирата.